# 스콧 플레처
스콧 브라이언 플레처(Scott Brian Fletcher, 1958년 7월 30일 ~ )는 미국의 전 야구 선수이다.

## 선수 시절

### 미국 프로야구 시절
1981년에 시카고 컵스에 입단하였다.

## 야구선수 은퇴 후
미국의 여러 팀들에서 코디네이터, 타격코치로 활동하다가 2021년부터 SSG 랜더스의 타격/수비 코디네이터로 활동했다.